# اتامبگودا
اتامبگودا (به لاتین: Etambegoda) یک منطقهٔ مسکونی در سری‌لانکا است که در استان مرکزی (سری‌لانکا) واقع شده‌است.